# Štjak
Štjak (Italijansko San Giacomo in Colle) je naselje v Občini Sežana.